# ブルモス・レーシング

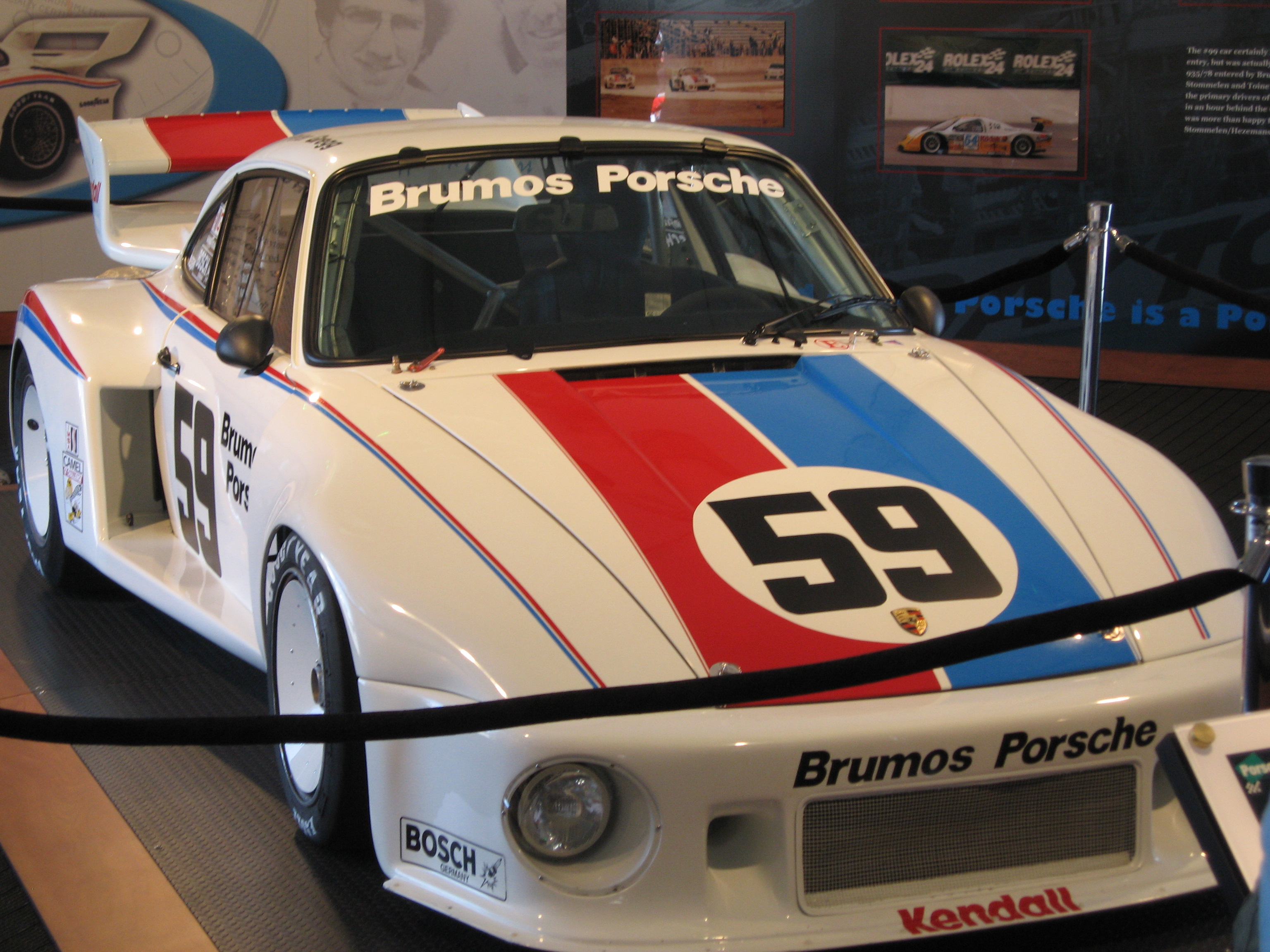
1978年 ポルシェ・935

ブルモス・レーシングは、かつて存在した、フロリダ州ジャクソンビルを拠点とする、レーシングチームだった。デイトナ24時間レースでは4度の総合優勝を果たしている。

## レース戦績
ピーター・グレッグとハーレー・ヘイウッドが共同オーナーとなって創設されたブルモス・レーシングは、ポルシェ・911やポルシェの水平対向エンジンを搭載したDP（デイトナ・プロトタイプ）でIMSA GT選手権、グランダム・シリーズに参戦。全6戦で争われた1971年には開幕5連勝を成し遂げるなど無類の強さをみせた。以後、シリーズ通算48勝と都合15回のクラスチャンピオン獲得という輝かしい成績を収めた。
ブルモスはデイトナ24時間レースで4度総合優勝した。1973年にピーター・グレッグとハーレイ・ヘイウッドがポルシェ・911カレラRSRで優勝し、1975年にも優勝した。1978年、ピーター・グレッグは、ロルフ・シュトメレンとトイン・ヘゼマンスとともに、ポルシェ・935/77で3度目の優勝を果たした。そして31年後、デイビッド・ダノヒュー、アントニオ・ガルシア、ダレン・ロー、バディ・ライスが、2009年のデイトナ24時間レースで、ポルシェエンジンを搭載した、ライリー・MkXIで総合優勝した。2013年限りでチームは解散した。

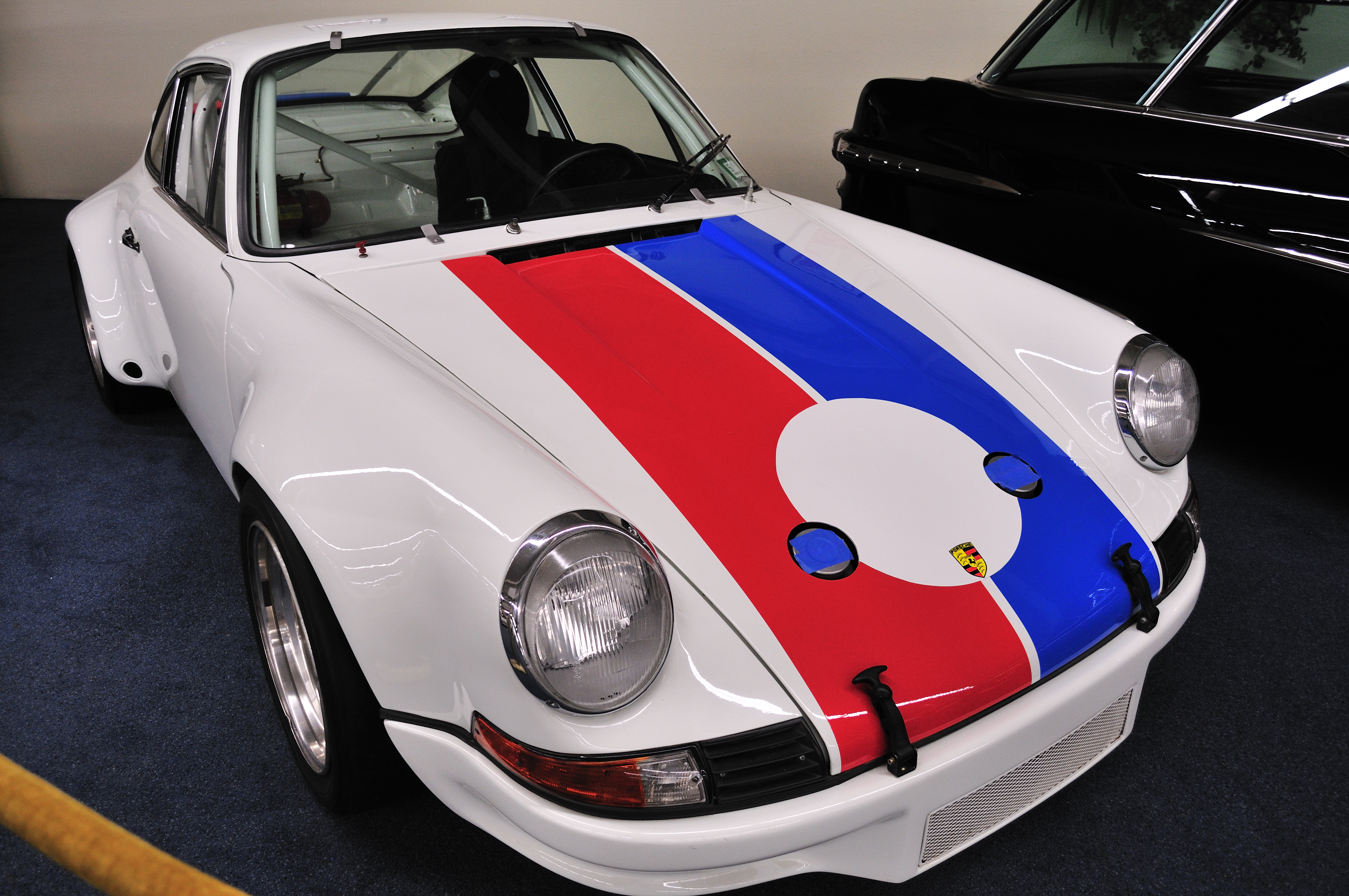
1973年 ポルシェ・911 カレラRSR
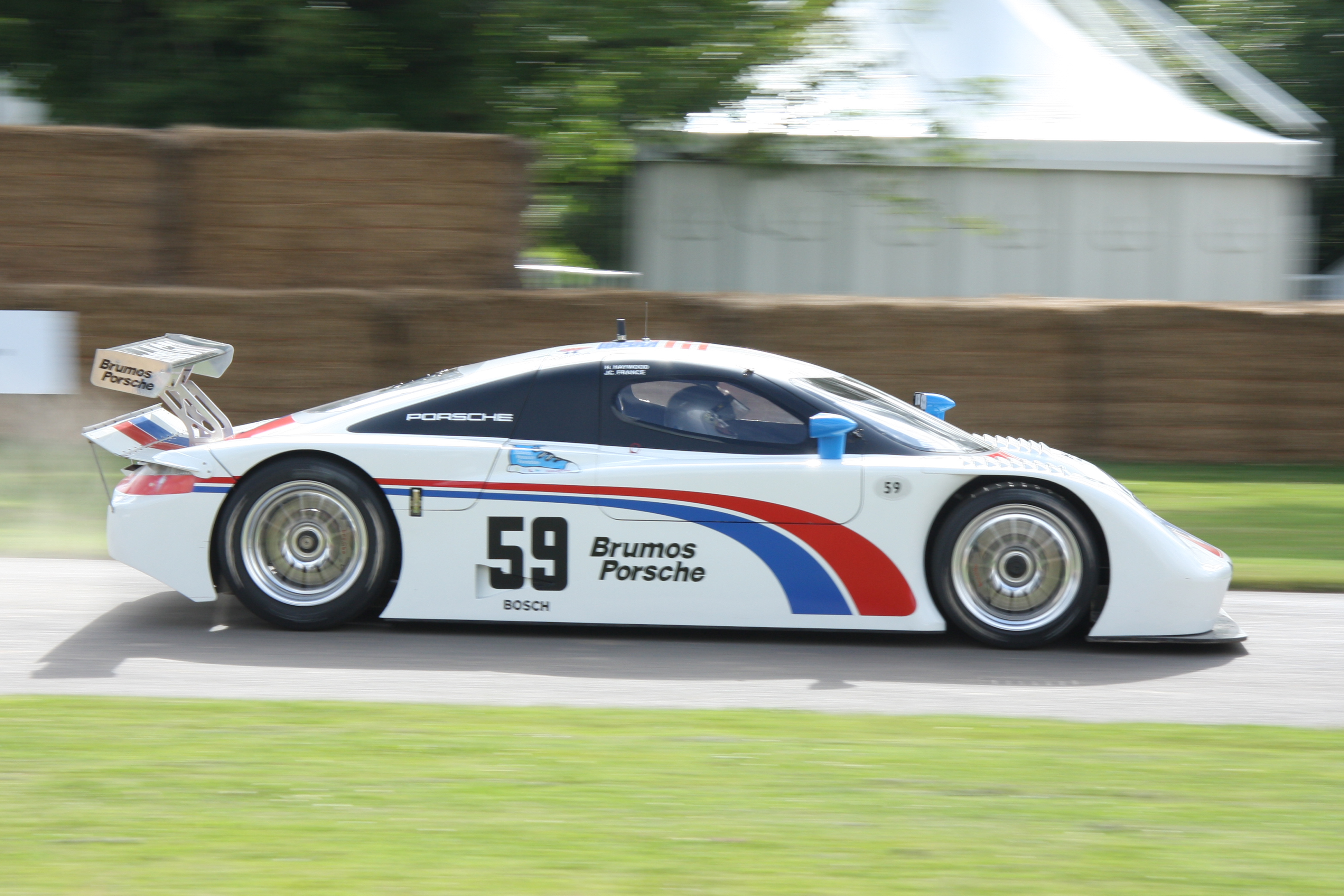
2003年 ファブカー FDSC/03・ポルシェ
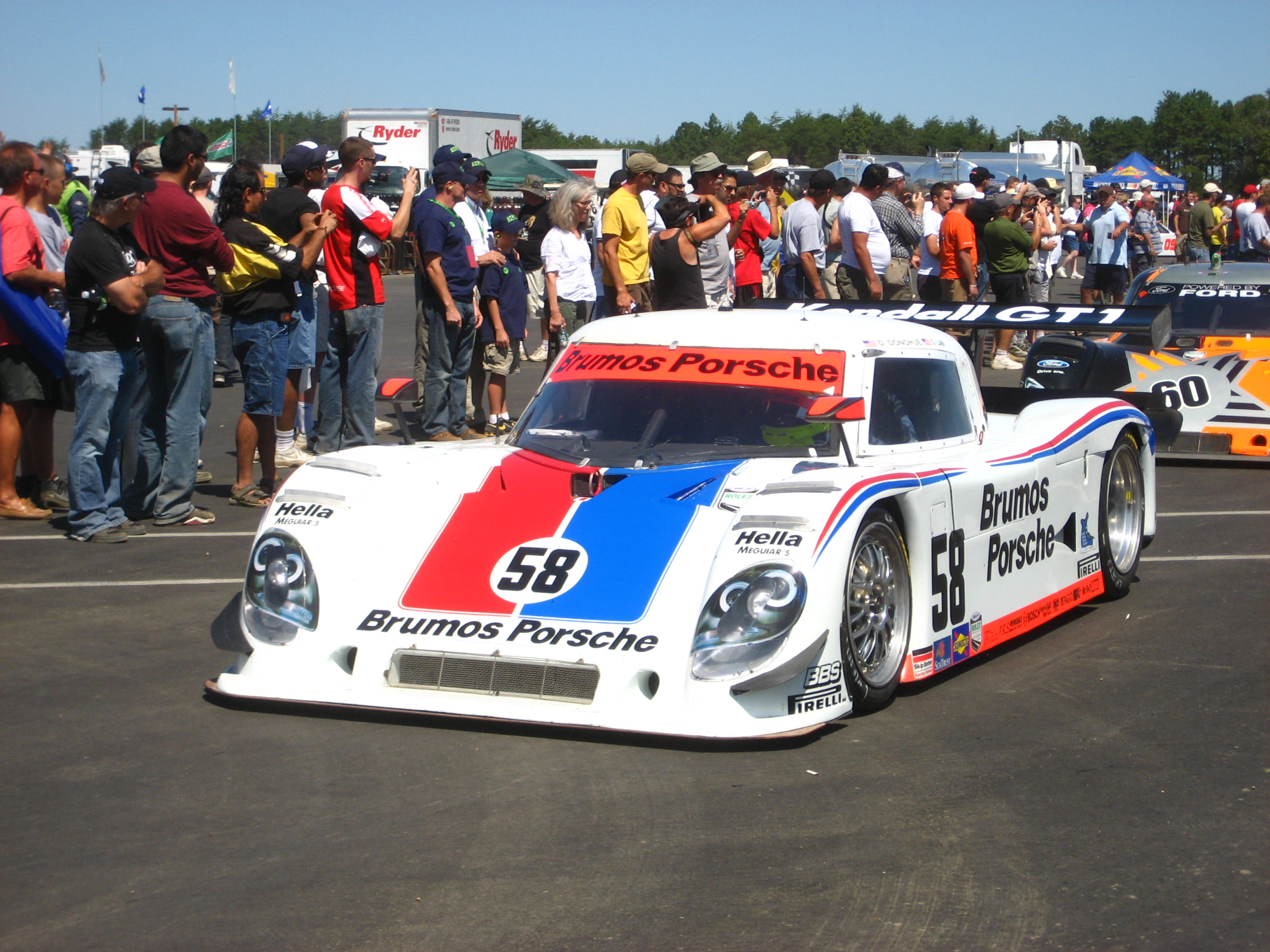
2008年 ライリー MkXI・ポルシェ
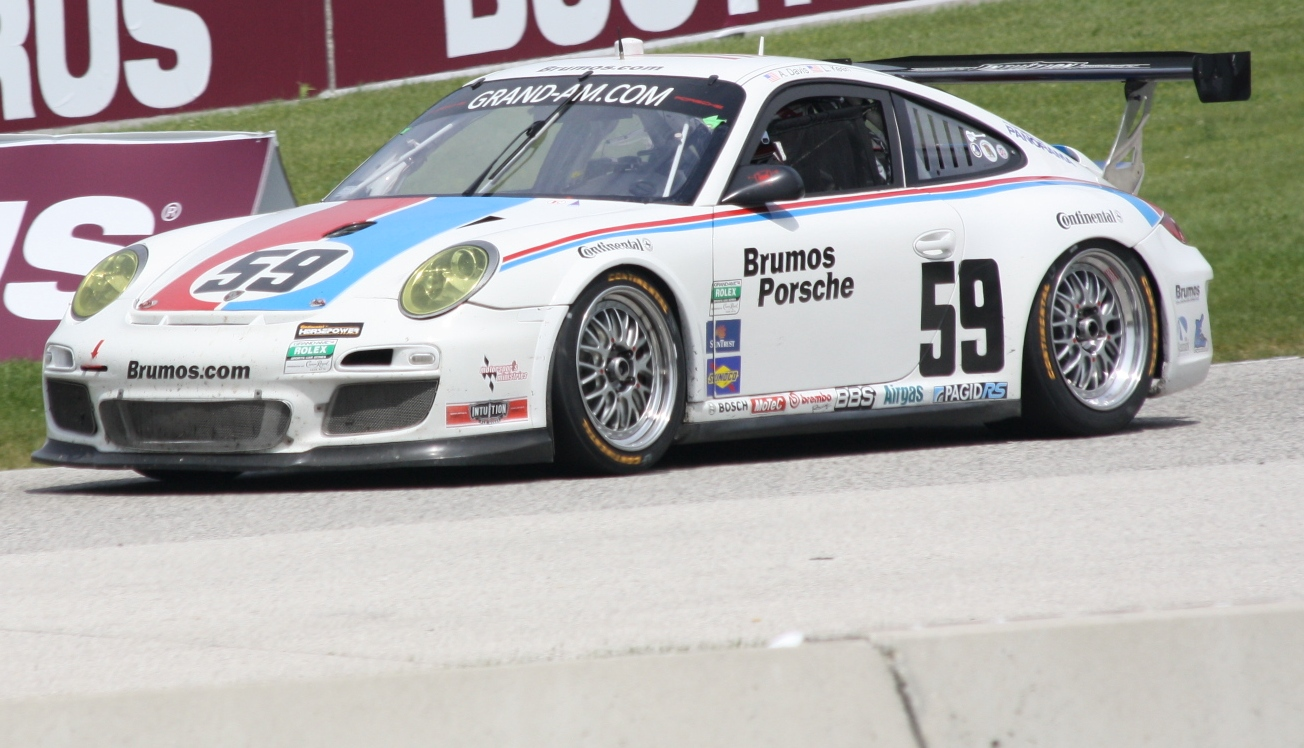
2011年 ポルシェ・911 GT3